# Ehcache
Az Ehcache egy széleskörűen használt nyílt forráskódú Java elosztott gyorsítótár, általános célú gyorstárazásra valamint Java EE pehelysúlyú konténerek számára. A következő szolgáltatásokat nyújtja: memóriában és diszken való tárolás, replikálás másolással és érvénytelenítéssel, figyelők (listener), gyorstár betöltők, gyorstár kiterjesztések, gyorstár kivétel kezelők, gzip  gyorstár szervlet szűrők, REST és SOAP APIk. Az Ehcache Apache Licenc alatt érthető el és aktív támogatás is van hozzá.
Az Ehcache-t eredetileg Greg Luck kezdte el fejleszteni 2003-ban. 2009-ben a projektet megvette a Terracotta, amely fizetett támogatást nyújt hozzá, de a szoftver továbbra is nyílt forráskódú maradt. 2011 márciusában a Wikimédia Alapítvány bejelentette, hogy az Ehcache-t fogja használni a wiki projektek teljesítményének javításához.

## Lásd még
- OSCache
- Terracotta, Inc.

## Külső hivatkozások
- honlap[halott link]
- Ehcache a SourceForge-on